# Schloss Diekhof

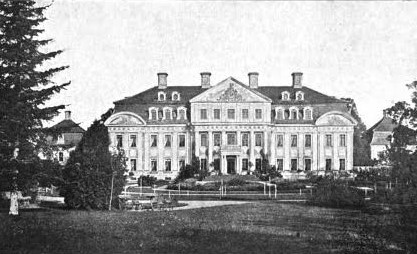
Hauptgebäude vor der Zerstörung

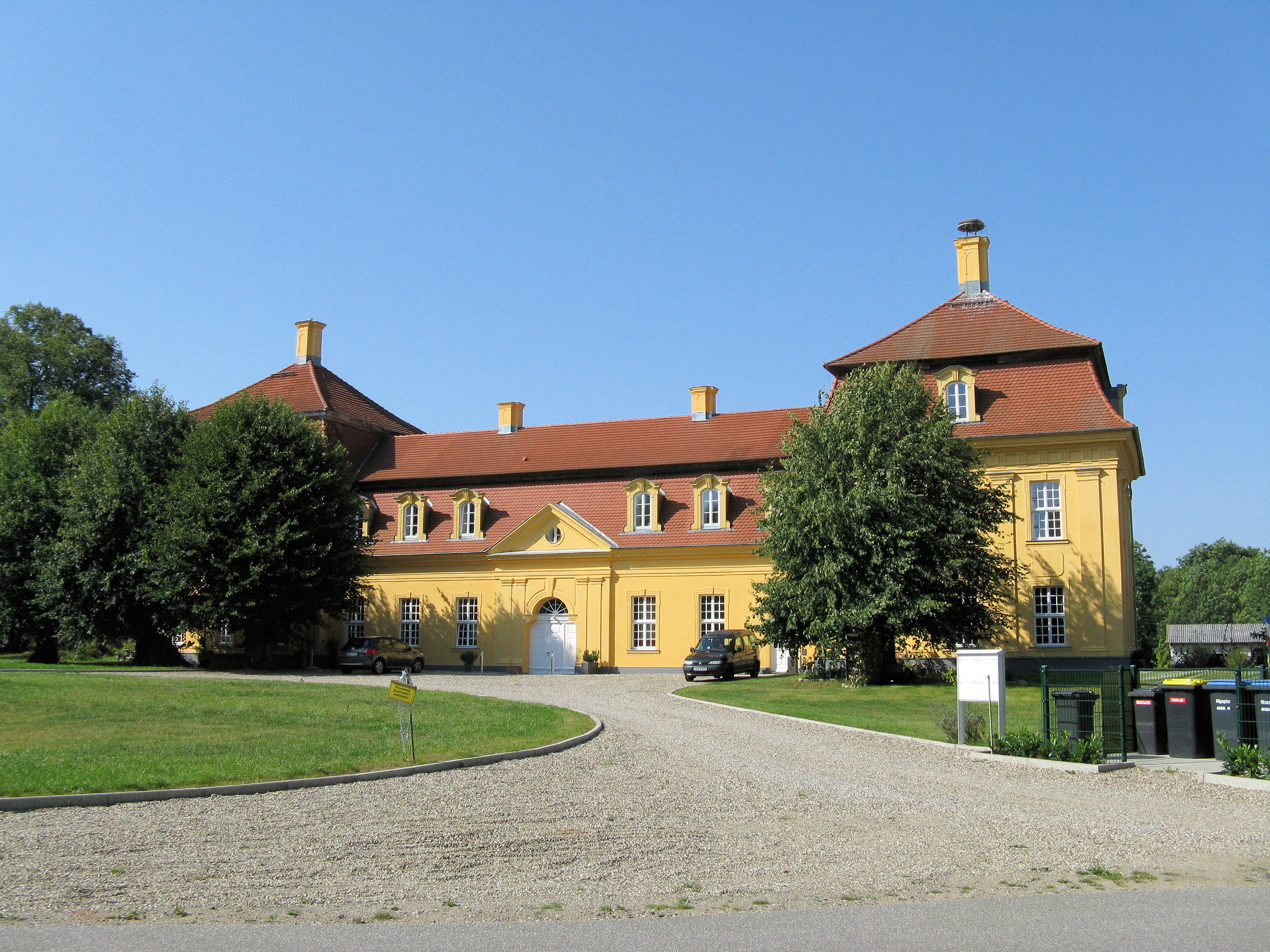
Marstall des Schlosses Diekhof

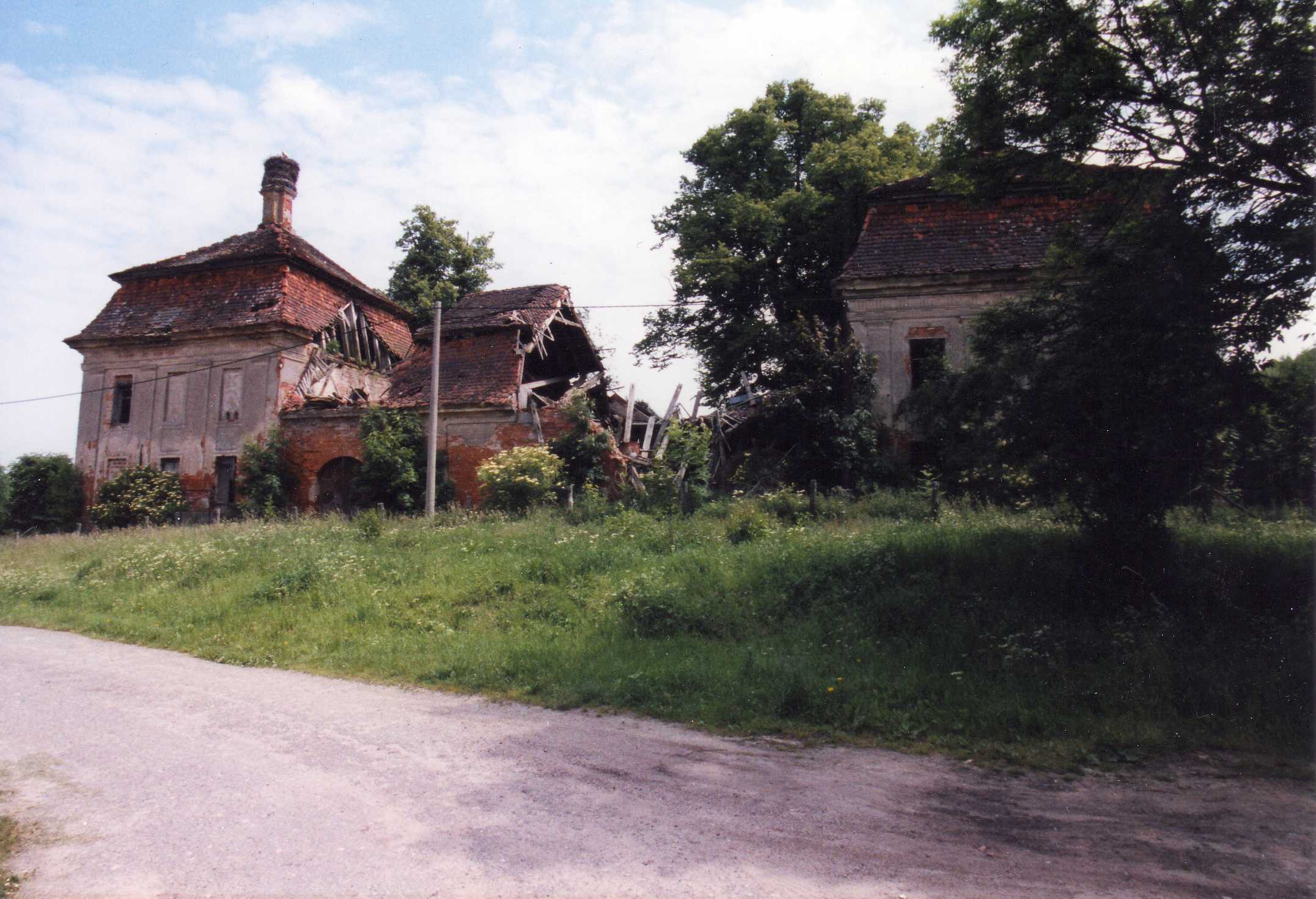
Marstall (Zustand 1999)

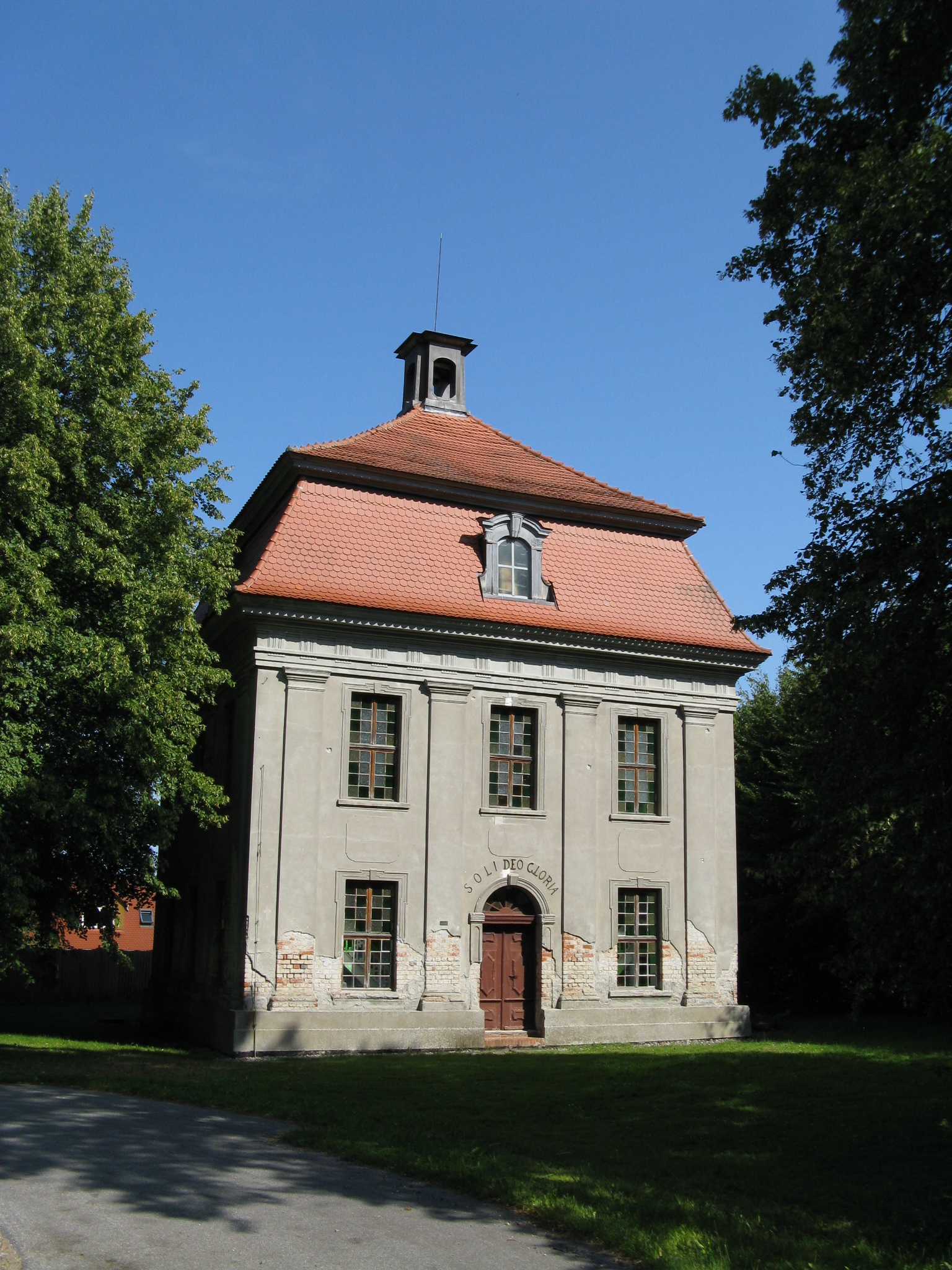
Schlosskapelle Diekhof (Zustand 2009)

Die große barocke Anlage eines Herrenhauses in Diekhof im Landkreis Rostock in Mecklenburg-Vorpommern war allgemein als Schloss Diekhof bekannt. Sie wurde bis auf einige Nebengebäude unmittelbar vor Ende des Zweiten Weltkriegs zerstört.

## Baugeschichte
Die repräsentative Anlage des Herrenhauses Diekhof wurde 1732 bis 1739 für Ludwig Achaz von Hahn nach französischen Vorbildern erbaut. Sie bestand aus einem zweigeschossigen Hauptbau, gesonderten eingeschossigen Seitenflügeln mit Stirnpavillons sowie Torhäusern und mehreren Wirtschaftsgebäuden. Am 4. Mai 1945 wurde der Hauptbau bis auf die Grundmauern zerstört. Der schadhafte östliche Seitenflügel wurde mit Ausnahme der Schlosskapelle um 1965 abgetragen. Die Schlosskapelle wurde 1950 bis 1954 und um 1962 restauriert. Der westliche Seitenflügel und die Torhäuser wurden nach langer Vernachlässigung zwischen 2007 und 2009 restauriert.

## Baubeschreibung
Der fünfzehnachsige Hauptbau war durch dreigeschossig erhöhte Risalite mit Dreiecksgiebeln und durch Seitenrisalite mit Segmentgiebelbekrönungen gegliedert. Die Geschosse waren mit Kolossalpilastern beziehungsweise Säulenstellungen zusammengezogen. An den Fassaden waren sparsame Dekorationselemente wie Putzspiegel, Triglyphenfriese und Giebelreliefs verwendet. Das Gebäude war mit einem Mansarddach mit gruppierten Dachgauben gedeckt.

## Grundbesitz
Ursprünglich ein Gut derer von Voß, dann dem Adelsgeschlecht von Hahn gehörend, hielt es Mitte des 18. Jahrhunderts die Adelsfamilie von Wallmoden. Bekanntester Vertreter wurde Johann Ludwig von Wallmoden-Gimborn, der Domherr zu Lübeck war und später sogar General.
Diekhof war ein Allodialgut, später Teil eines großen Familienfideikommisses. Im 20. Jahrhundert sind als Fläche 949 ha ausgewiesen, davon 500 ha Forstbesitz. Hinzu gehörten weitere Nebengüter mit Groß-Bützin, 298 ha, Neu-Heinde, 476 ha, sowie Schweez mit 464 ha. Letzte Grundbesitzer waren Anfang des 20. Jahrhunderts die Fideikommissherrin Elisabeth Gräfin von Schlieffen, geborene Gräfin von Bassewitz-Diekhof (1849–1913), dann bis zur Enteignung 1945 direkt ihr Enkel der Kavallerie-Offizier Ernst Albrecht Graf Schlieffen (1912–1942), nachfolgend seine Erbengemeinschaft.

## Innenausstattung
Im Inneren des Hauptflügels befand sich eine großzügig gestaltete, streng symmetrische Raumanordnung, deren Fertigstellung in den 1760er Jahren erfolgte. Sie umfasste Fest- und Wohnräume mit pilastergegliederten oder getäfelten Wandflächen und Stuckdekorationen. Im Weißen Saal im Obergeschoss gab es Deckengemälde. Intimere Rokokoformen waren in Form von Schäferszenen an den Kaminen des Weißen und des Braunen Saales zu finden. Stuckdekorationen mit der Signatur G.N. MEZ 1766 befanden sich in den östlichen Wohnräumen des Erdgeschosses.

## Marstall
Der Gegensatz zwischen den pilastergegliederten zweigeschossigen dreiachsigen Eckpavillons und dem schlichten eingeschossigen Zwischenbau ist von besonderem Reiz. Er kann an dem erhaltenen dreizehnachsigen Marstall noch besichtigt werden. Dieses Bauwerk stand 1999 kurz vor dem endgültigen Verfall, konnte jedoch 2007 bis 2009 wieder hergestellt werden.

## Schlosskapelle
Die Schlosskapelle bildete ursprünglich den Südpavillon des linken östlichen Hofflügels. Die Innenausstattung der Schlosskapelle ist durch Pilastergliederung, Emporen und reiche, qualitätvolle, teils vergoldete Stuckdekorationen gekennzeichnet. Zentrales Ausstattungsstück ist der reich geschmückte Kanzelaltar in Form eines Portikus. Seitlich befindet sich eine Fürstenempore mit rundbogigen hölzernen Logen auf ionischen Säulen, die mit gesprengten Volutengiebeln bekrönt sind. Die Kapelle wurde 1768 vollendet und blieb bis in die Gegenwart erhalten.